# Novák Mária
Novák Mária (1939 augusztus 06 Budapest– 2023. december 28. Eger[forrás?]) magyar fotográfus, fotóművészeti nívódíjas fényképész.

## Tanulmányai
1956-1958 között végezte a fényképész szakiskolát Egerben. 1965-ben megszerezte a Szakma Mestere címet. Szakmai gyakorlatát az Egri Fényképész Szövetkezetben szerezte. Mestere Kottner Jenő volt, aki felismerve tehetségét lehetővé tette, hogy a kor legnagyobb művészfotográfusaitól is tanuljon. Így került Angelo és Szipál Márton műhelyébe. A mesterek is elismeréssel nyilatkoztak tehetségéről.

## Munkája
Aktív éveiben mindvégig Egerben tevékenykedett. Művészi fokon alkalmazott látásmódját országos és nemzetközi fotókiállításokon elért szakmai sikerei és díjnyertes portréfotói bizonyítják. A későbbiekben pedig számos fotókiállítás zsűrizésében vett részt. 1985-től a Fuji Fotó Centrum műtermében dolgozott nyugdíjazásáig.

## Állandó kiállítása
Állandó kiállítása az egri Hotel Flórában tekinthető meg 2012. október 11-től.

## Elismerései
- Fotóművészeti Nívódíj kitüntetés (2008)
- A múltban gyökerezik a jövőnk kitüntetés (2011)